# Тежина ланаца
Тежина ланаца (енгл. The Weight of Chains) је канадски документарни филм из 2010. године у режији Бориса Малагурског о узроцима распада Југославије позитивним причама из ратова током 90-их, као и економској и геополитичкој колонизацији новонасталих држава на Балкану.

## О филму

### Продукција
Продукција филма је почела септембра 2009. године када је добила подршку канадске организације "Global Research" из Монтреала. Након снимања у Монтреалу, Торонту и Отави, продукција је настављена 2010. године у америчким градовима Дејтону, Колумбусу, Њујорку и Вашингтону, а завршена на лето 2010. године у Словенији - Љубљана; Хрватској - Вуковар, Ђаково, Јасеновац, Загреб, Госпић, Книн; Босни и Херцеговини - Сарајево, Требиње; и Србији - Београд, Суботица, Косовска Митровица, Трепча, Приштина, Ораховац, Призрен и Штрпце. Пост-продукција је завршена октобра 2010. године.

## Други о филму
Већ би могао да стекне епитет „српски Мајкл Мур”, бар према начину на који прави своје документарце. Његов документарац, „Тежина ланаца“, у којем су забележени интервјуи са низом америчких званичника, српских, хрватских и словеначких интелектуалаца и новинара, бави се распадом Југославије, са тезом да је рат диригован директно из Вашингтона и уз помоћ западних сила.— Станко Стаменковић, новинар „Политике"

Филм има мирољубиву поруку за све народе на простору бивше Југославије. До данашњег дана постоји велики број интересних група које шире своје митове о томе шта се заправо десило током 90-их, а митови се углавном своде на црно-беле приче које карактеришу једну страну као јединог кривца за рат. Мржњу и шовинизам ће Малагурски покушати да разобличи позитивним причама из ратова - људи који су помагали једни другима без обзира на етничку припадност.— Срђан Марјановић
Босанскохерцеговачки пјесник и писац Зијад Бургић сматра да овај филм, прављен на матрици „косовског мита“, представља „још један од урадака из серије прикривања српске одговорности за крваве балканске ратове из задње декаде 20. века“.
 Филм и сви актери у филму су, употријебљени, а неки и злоупотријебљени, само да се заташка историјска одговорност Срба за рат. — Зијад Бургић